# Alberona
Alberona község (comune) Olaszország Puglia régiójában, Foggia megyében.

## Fekvése
Foggiától délnyugatra a Tavoliere delle Puglie és a Dauniai-szubappenninek határán fekszik.

## Története
Alberona vidéke a 11. század elején népesült be és a máltai lovagrend birtoka lett. 1239-ben II. Frigyes német-római császár elkobozta a lovagoktól, mivel azok a pápát támogattát a császár és a pápa közötti háborúban. A lovagok csak 1297-ben szerezték vissza birtokukat, amit 1809-ig meg is őriztek, amikor a Nápolyi Királyságban felszámolták a feudalizmust. 

## Népessége
A lakosság számának alakulása:

## Főbb látnivalói
- San Rocco-templom - a 16. században épült.
- Torre del Priore - 12. századi lakótorony